# Contraception
 Mise en garde médicale
La contraception  est l'emploi de moyens visant à empêcher qu'un rapport sexuel entraîne une grossesse. Elle est définie par l'Organisation mondiale de la santé comme étant « l'utilisation d’agents, de dispositifs, de méthodes ou de procédures pour diminuer la probabilité de fécondation ou l’éviter ».
Il existe plusieurs méthodes de contraception, d'action locale ou générale, à l'efficacité et aux contraintes variables. Parmi ces méthodes, le préservatif peut également être utilisé pour la prévention de nombreuses infections sexuellement transmissibles.
Plus généralement, la contraception peut s'intégrer dans une stratégie de contrôle des naissances ou de planification familiale, à un niveau individuel ou collectif.
La contraception est souvent associée aux femmes, la majorité des solutions proposées (pilule, stérilet...) étant conçues pour elles. Il existe cependant des contraceptions masculines (contraception hormonale, thermique ou chirurgicale) qui restent moins connues.

## Histoire
La contraception a été utilisée depuis la plus haute antiquité.
Le planning familial est du ressort du contrôle des naissances et de la contraception par l'information et la formation qu'il prodigue au sujet des méthodes de contraception.

## Méthodes

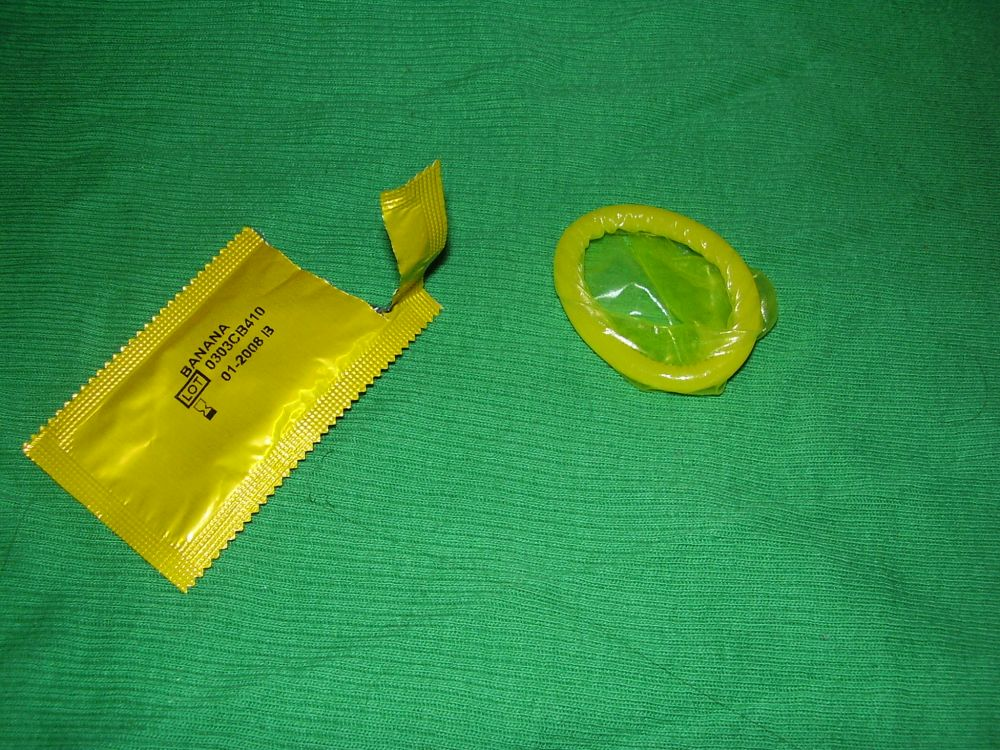
Préservatif masculin.

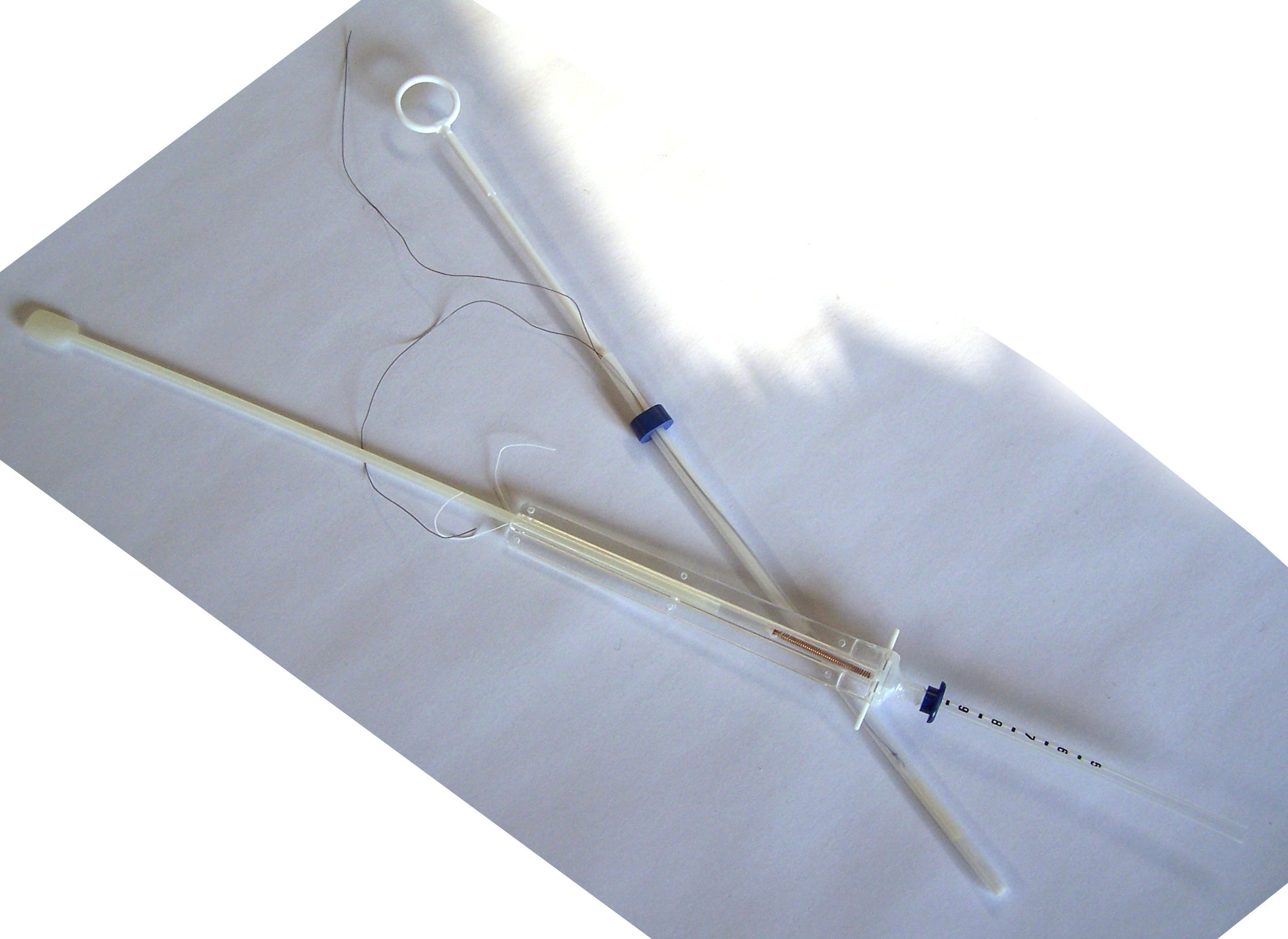
Dispositifs intra-utérins.

Plusieurs méthodes de contraception sont utilisées. Elles peuvent se décliner en plusieurs catégories selon qu'elles agissent par voie locale ou générale, ou selon leur mode d'action mécanique ou chimique, ou encore selon leur durée d'emploi. Pour la plupart, ces méthodes concernent essentiellement la femme.

### Dispositifs à action locale
Les dispositifs de contraception à action locale interviennent au niveau du vagin ou de l'utérus.

#### Au niveau du vagin
Les dispositifs agissant au niveau du vagin sont utilisés ponctuellement pour un rapport sexuel. Ce sont le préservatif masculin ou féminin, le spermicide, le diaphragme et la cape cervicale. En dehors du spermicide, ils ont une action purement mécanique. Le préservatif et le spermicide sont à usage unique, tandis que le diaphragme et la cape cervicale sont réutilisables pendant plusieurs années.

#### Au niveau de l'utérus
Les dispositifs agissant au niveau de l'utérus sont appelés dispositifs intra-utérins ou stérilets. Ils peuvent être en cuivre ou hormonaux. Le cuivre a un effet spermicide tandis que les hormones obéissent au même principe que la pilule ou les patchs avec un effet anti-ovulatoire. Ils sont maintenus en place entre 4 et 10 ans selon le modèle. Ils peuvent avoir une action abortive. En effet, si le cuivre ou le dispositif hormonal peuvent empêcher la fécondation, le stérilet empêche la nidation de l'embryon dans l'utérus entraînant une fausse couche précoce.

### Méthodes médicales par voie générale

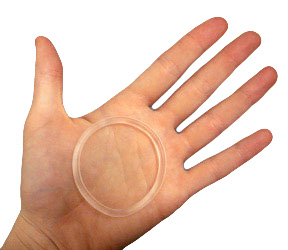
Anneau vaginal.

Les méthodes de contraception médicale par voie générale sont des médicaments, dont la majorité ne concernent que la femme. Il existe cependant des solutions pour les hommes, assez confidentielles.
La contraception féminine par voie générale utilise des substances à activité hormonale de type œstrogène ou progestatif. Elles peuvent être administrés par voie orale (pilule, de type œstroprogestatif ou progestatif), cutanée (timbre, de type œstroprogestatif), sous-cutanée (implant, de type progestatif), intramusculaire (injection, de type progestatif), ou génitale (anneau vaginal, de type œstroprogestatif). Leur durée d'action est variable ; la prise est quotidienne pour la forme orale, le changement est hebdomadaire pour le timbre et mensuel pour l'anneau, l'administration est trimestrielle pour l'injection et la durée de vie est de 3 ans pour l'implant. La contraception hormonale met en œuvre trois mécanismes : elle bloque l'ovulation, épaissit la glaire cervicale, c'est-à-dire qu'elle empêche le passage des spermatozoïdes, et réduit l'épaisseur de l'endomètre (la paroi intérieure de l'utérus), ce qui fait obstacle à la nidation de l’embryon,,. Pour les méthodes contraceptives sous-cutanées, sont les plus efficaces chez la femme , avec une efficacité de  99,9 %.
La contraception hormonale masculine utilise majoritairement des injections intramusculaires hebdomadaires de testostérone. Inventé dans les années 1970, le traitement est toujours au stade de recherche clinique et ne doit donc pas excéder 18 mois. Elle se base sur un traitement hormonal progestatif à de la testostérone. Le procédé mis au point en 1978 et testé dans les années 1990 se basait sur des injections d'hormones au quotidien ainsi qu'à l'application d'un gel. Cette contraception aurait pour effet d'augmenter la prise de muscle et la libido.
La consultation chez l'urologue pour la contraception masculine devient de plus en plus courante, touchant des patients de tous âges, qu'ils soient célibataires ou en couple. L'urologue doit évaluer plusieurs facteurs, tels que l'âge du patient, le nombre d'enfants qu'il a éventuellement, ses projets parentaux futurs et ses antécédents en matière de contraception.

### Évaluation clinique et paraclinique
Les principales méthodes contraceptives masculines recommandées par l’OMS incluent le préservatif, la vasectomie et des méthodes naturelles comme le retrait. Avec Internet, certains hommes explorent des options comme la contraception thermique. Avant de choisir, un examen clinique et une évaluation de la fertilité sont nécessaires, permettant aussi de dépister le cancer du testicule, fréquent entre 30 et 35 ans. Des tests supplémentaires, comme un spermogramme, peuvent être requis. Il est essentiel de rappeler aux hommes célibataires que le préservatif reste la seule protection contre les IST, garantissant ainsi un choix contraceptif adapté et une sensibilisation à la santé sexuelle.

### Contraception définitive: méthodes chirurgicales
La chirurgie de stérilisation contraceptive vise à créer un obstacle physique interdisant la rencontre des gamètes avec l'ovule. Ces méthodes relèvent de la chirurgie ambulatoire.
L'histoire de la stérilisation a souvent été marquée par son utilisation comme un outil de coercition reproductive, visant le contrôle politique des populations autochtones ou marginalisées. Des pratiques eugénistes et racistes ont été enregistrées dans des pays comme les États-Unis, le Canada, le Japon, l'Allemagne nazie et le Pérou, tandis que des approches néo-malthusiennes ont été mises en œuvre en Chine et en Inde. En 2020, on estime que 22,9 % des femmes utilisant une méthode contraceptive optaient pour la stérilisation définitive, contre seulement 1,9 % des hommes. De plus, la stérilisation masculine est en déclin, passant d'un taux global de 7 % à moins de 2 % entre 1995 et 2020. La prévalence de la stérilisation varie considérablement selon les régions : l'Asie centrale (Chine) et l' L'Amérique latine affiche des taux de stérilisation féminine de 47 % et 26 %, respectivement, tandis qu'en Afrique subsaharienne, ce chiffre est inférieur à 5 %.En Belgique, bien qu'il n'existe pas de données précises sur la prévalence des stérilisations, le nombre de vasectomies rapporté par l'INAMI depuis 2007 a toujours dépassé celui des ligatures tubaires. En 2022, sur un enregistré 15.261 vasectomies contre seulement 2.588 ligatures tubaires, ces dernières étant en déclin constant. Les données sur les vasectomies semblent fiables, alors que celles sur les stérilisations féminines sont probablement sous-estimées car elles ne prennent en compte que les ligatures tubaires classiques et non la technique de double salpingectomie, qui est plus efficace et offre une protection contre le cancer ovarien.
Chez la femme, elle peut se faire par voie laparoscopique (ligature des trompes) ou hystéroscopique (méthode Essure), dans ce cas l'anesthésie n'est pas indispensable. Elle est a priori définitive et doit être présentée comme telle dans les recommandations françaises: il est possible au prix d'une intervention lourde et coûteuse de restaurer la perméabilité des trompes ; ce type de chirurgie a toutefois un taux de réussite plutôt faible, et même après réparation, les possibilités d'obtenir une grossesse ne concernent qu'une minorité de cas. Le recours à la Fécondation in vitro est théoriquement possible.
Chez l'homme, elle se fait par voie scrotale le plus souvent sous anesthésie locale. La méthode habituelle est la ligature des canaux déférents, appelée vasectomie. Elle est utilisée par les hommes de manière variable dans le monde : 14 % en Chine, 13 % aux États-Unis, 21 % en Grande-Bretagne, quelques centaines de personnes en France. Elle est réversible dans 80 % des cas, avec un taux de grossesse de 50 %. Dans certains cas la mise en banque de sperme est proposée préalablement à l'intervention.

### Méthodes d'observation du cycle

Cycle menstruel.

Les méthodes naturelles de contraception sont des méthodes n'utilisant pas d'éléments extérieurs au couple (préservatif, hormones…) pour réguler la fertilité. Cet ensemble disparate est formé de méthodes d'observation, permettant de déterminer les phases fertiles et infertiles du cycle. Y sont adjointes d'autres méthodes, considérée comme peu fiables, comme la méthode du calendrier dite « Ogino » ou celle des rapports sexuels incomplets (coït interrompu ou « retrait »).
Concernant le cycle menstruel, il peut être surveillé de plusieurs manières. Les signes cliniques à observer sont les menstruations, la température corporelle, l'aspect de la glaire cervicale, et les modifications du col de l'utérus. Ainsi, il existe la méthode des températures, la méthode Billings, ou encore les méthodes symptothermiques. Il est aussi possible de mesurer le taux d'hormones dans les urines ou dans le sang.
L'aménorrhée de lactation (aussi appelée MAMA) procure un effet contraceptif sous plusieurs conditions : l'allaitement doit être exclusif, débuté rapidement après un accouchement, et d'un rythme élevé, tout en s'assurant de l'absence de retour de couches, pour une durée maximale de six mois.
Toutes ces méthodes n'ont pas la même efficacité : il est important de distinguer les méthodes d'observation de la fertilité (MOF) des techniques peu fiables comme le retrait ou la méthode Ogino. La méthode symptothermique a un taux d'échec de 0,4 %, la méthode Billings de 0,5 %. Par comparaison, le taux d'échec de la pilule est de 0,3 %. À l'inverse, les méthodes Ogino ou celle du retrait sont déconseillées pour des raisons d’efficacité (pour la méthode du retrait, indice de Pearl de 4 % et taux d'échec effectif aux États-Unis de 22 %). Pourtant, les résultats de ces méthodes ne sont pas toujours différenciés dans les études, ce qui participe à la mauvaise réputations des méthodes d'observation,.

### Méthodes masculines

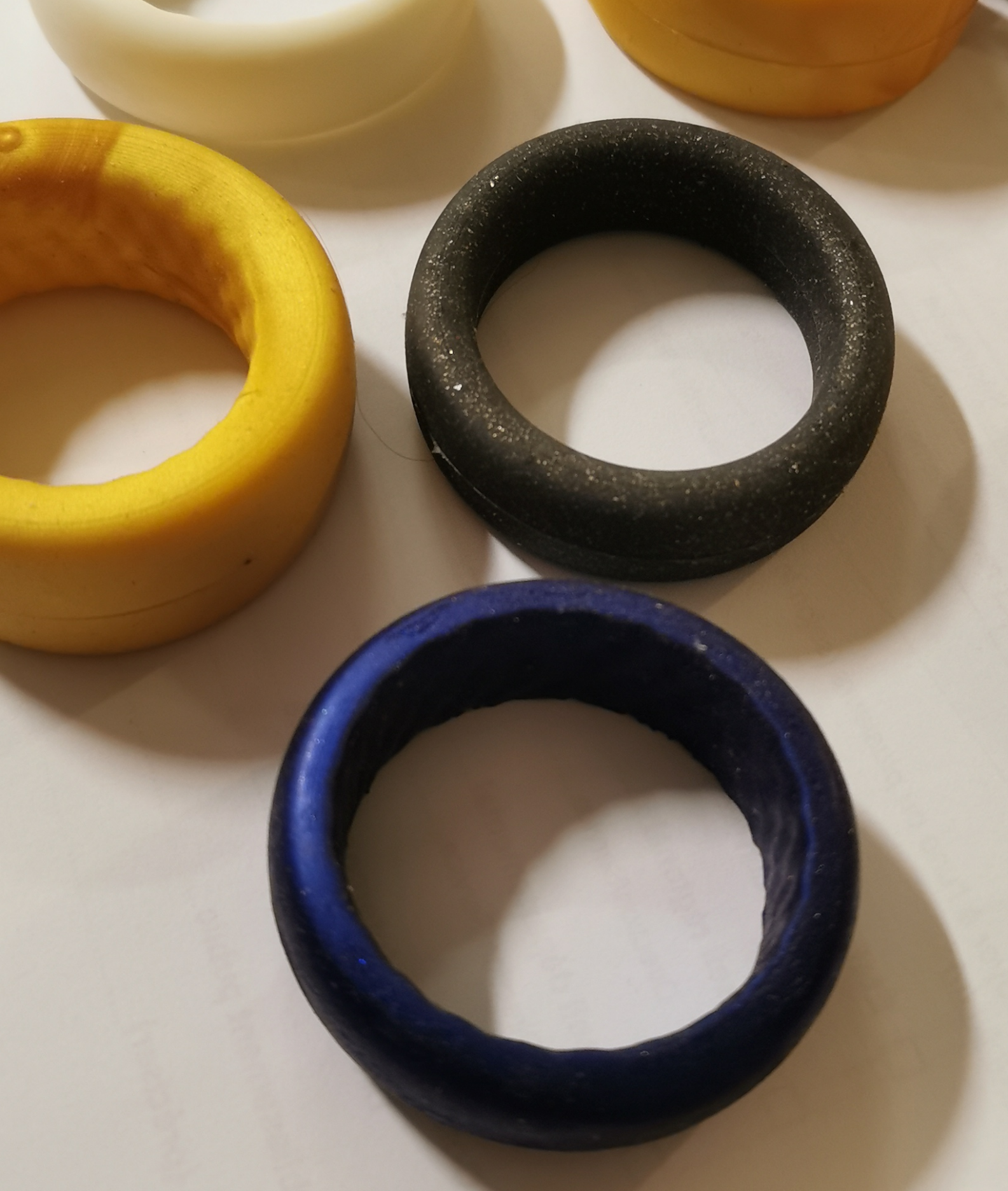
Anneaux contraceptifs masculins

Différents travaux pointent la responsabilité excessive qui pèse sur les femmes en matière de contraception, par rapport à celle des hommes. De tout temps, les femmes ont très majoritairement pensé et organisé la contraception, parce qu’elles portent les enfants, mais aussi parce que si un avortement provoqué doit être envisagé, ce sont elles qui doivent le gérer sur le plan matériel, physique et psychologique. Or se procurer les moyens de contraception et les utiliser correctement représentent une charge mentale, financière et organisationnelle importante. Sans compter que beaucoup d’entre elles doivent supporter des effets indésirables associés. Aussi, ces travaux encouragent la recherche à découvrir de nouveaux contraceptifs masculins pour que les hommes aient davantage de méthodes à leur disposition.
Les méthodes contraceptives masculines recommandées par l'OMS se limitent principalement au préservatif, à la vasectomie et aux méthodes 'naturelles' déjà éprouvées, comme le retrait ou la méthode Ogino. Cependant, avec l'essor d'Internet et des réseaux sociaux, certains hommes ont peut-être déjà exploré d'autres options, notamment la contraception thermique.
La spermatogenèse est thermodépendante. Un stade de ce processus nécessite une température de l'ordre de 35 °C, nettement inférieure à celle du reste du corps généralement 37 °C. Depuis l'antiquité l'effet de la chaleur sur la fertilité masculine est connu. De nombreuses études scientifiques ont démontré l'efficacité et la réversibilité de l'utilisation de la chaleur comme méthode de contraception masculine thermique sous certaines conditions. Depuis la validation du protocole clinique élaboré au cours des années 1980 par l'équipe d'andrologie du CHU de Toulouse, plusieurs dizaines à centaines d'hommes la pratiquent quotidiennement en France à l'aide de la cryptorchidie artificielle,. Depuis le milieu des années 2010, ce nombre est en progression importante, notamment par la mise sur le marché du premier outil de remontée testiculaire commercialisé : l'anneau en silicone Androswitch, pour lequel l'ANSM a publié le 17 décembre 2021 une décision de police sanitaire en interdisant la vente et la diffusion gratuite à défaut d'une certification aux normes CE.
Depuis 2007, il a été défini le seuil contraceptif masculin. Que ce soit pour une méthode thermique ou hormonale, il est de 1 million de spermatozoïdes/millilitre de l'éjaculat,,.
À ce jour[Quand ?] la cryptorchidie artificielle ou contraception masculine thermique par remontée testiculaire à l'aide de port d'un dispositif, a été testée sur assez de volontaires pour établir que l'efficacité de la contraception masculine thermique est satisfaisante. En effet, sur les 50 couples suivis durant 537 cycles de grossesse, une seule a été constatée à la suite d'une mauvaise utilisation de la technique. L'indice de Pearl serait donc inférieur à 0,5 et cette contraception peut être considérée comme efficace selon les normes de l'OMS.

### Après un rapport
Après un rapport sexuel réalisé en l'absence totale ou partielle de contraception, il est possible d'utiliser chez la femme, le plus tôt possible, une contraception dite « d'urgence ». Il existe trois moyens : deux médicaments, un progestatif (pilule du lendemain) et un modulateur de récepteur de la progestérone (pilule du surlendemain), et le dispositif intra-utérin au cuivre. Ce recours ne peut pas systématiquement remplacer la contraception usuelle. Leur efficacité est variable et dépend entre autres de l'intervalle entre le rapport sexuel et l'utilisation du moyen ou de certaines caractéristiques de la femme comme son poids.
La contraception d'urgence fonctionne grâce aux trois mécanismes contraceptifs de la contraception hormonale : elle bloque l'ovulation, épaissit la glaire cervicale, c'est-à-dire qu'elle empêche le passage des spermatozoïdes, et réduit l'épaisseur de l'endomètre (la paroi intérieure de l'utérus), ce qui fait obstacle à la nidation de l’embryon,.

## Rôles

### Effet contraceptif
La mesure de l'efficacité d'une méthode de contraception s'établit en mesurant le taux de survenue de grossesse dans une population. On utilise l'indice de Pearl qui est une estimation du risque de grossesse annuel. Selon l'OMS, on estime qu'une contraception est « très efficace » si ce taux est inférieur à 1 (1 % de risque de grossesse par an), « efficace » s'il est entre 1 et 10, et « modérément efficace » s'il est entre 10 et 25. De plus, on doit distinguer l'efficacité dans le cadre d'une utilisation dite « correcte » (ou théorique) et dans le cadre d'une utilisation dite « courante » (ou pratique).

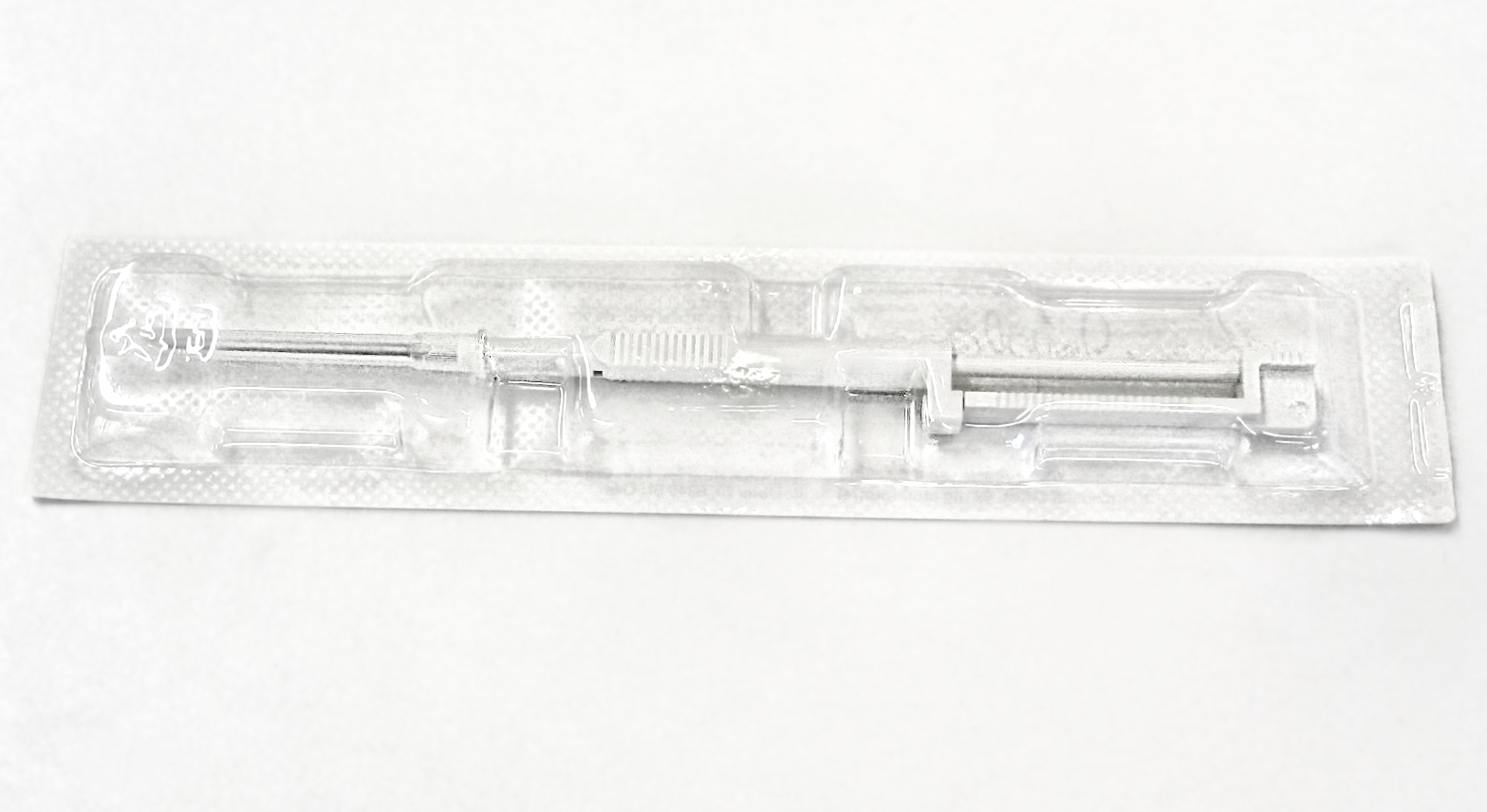
Implant contraceptif

En utilisation correcte, on comptabilise les grossesses uniquement lorsque l'utilisation de la contraception est optimale. Les méthodes très efficaces sont les médicaments (quel que soit leur mode d'administration), les dispositifs intra-utérins, la stérilisation et l'aménorrhée de lactation. Les méthodes efficaces sont les méthodes barrières telles que les préservatifs ou le diaphragme (associé au spermicide), le retrait et les méthodes basées sur l'observation du cycle. Les méthodes modérément efficaces sont la cape cervicale et le spermicide utilisé seul.
En utilisation courante, on comptabilise toutes les grossesses, que l'utilisation de la contraception soit optimale ou non. L'efficacité mesurée est donc globalement moindre, mais probablement plus proche de la réalité. Les méthodes très efficaces sont l'implant, la stérilisation et les dispositifs intra-utérins. Les méthodes efficaces sont l'aménorrhée lactationnelle et les autres médicaments (en injection, en pilule, en timbre ou en anneau vaginal). Les méthodes modérément efficaces sont les méthodes barrières telles que les préservatifs ou le diaphragme (associé au spermicide), le retrait et les méthodes basées sur l'observation du cycle. Les méthodes moins efficaces sont la cape cervicale et le spermicide utilisé seul.
En France, l'efficacité contraceptive de certaines méthodes a pu être mesurée en utilisation courante ; parmi celles-ci, les méthodes efficaces sont le dispositif intra-utérin, la pilule, le préservatif masculin et les méthodes basées sur l'observation du cycle ; les méthodes modérément efficaces sont le retrait et le spermicide utilisé seul. Les autres méthodes n'ont pas été évaluées spécifiquement en France.

### Prévention des infections sexuellement transmissibles
Parmi les méthodes contraceptives, le préservatif masculin est le seul moyen démontré efficace pour lutter contre la transmission des infections sexuellement transmissibles, comme le SIDA ou la gonorrhée,,. Concernant le préservatif féminin, une protection similaire est suggérée.

### Protection contre les cancers de l’ovaire et de l’endomètre
La contraception hormonale est associée à une réduction importante du risque de développer un cancer de l’ovaire ou de l’endomètre : il diminue de 30 à 50 %, avec un bénéfice qui persiste jusqu’à 30 ans après l’interruption de la contraception.
Par ailleurs, une augmentation modérée du risque de cancer du sein est retrouvée en cours d’utilisation de la contraception œstroprogestative. Mais elle régresse après l’arrêt de la contraception hormonale. Une augmentation du risque de cancer infiltrant du col de l’utérus a aussi été décrite chez les utilisatrices de contraception orale, notamment en cas de durée prolongée, avec un impact qui semble lui aussi s’estomper après l’arrêt. Toutefois, des biais existent dans ces observations, notamment parce que l’exposition aux papillomavirus (responsables de cancers du col de l’utérus) est modifiée par l’utilisation d’une contraception orale.

## Législations et pratiques

### Législations en France

#### Une loi qui met fin à une interdiction
Au XVIIIe siècle, de nombreux couples en France adoptent la méthode du retrait pour limiter la taille de leur famille, entraînant une forte baisse de la natalité, contrairement aux pays voisins. Cette diminution suscite des inquiétudes, amplifiées par la défaite contre la Prusse en 1871 et les lourdes pertes de la Première Guerre mondiale. Ces événements renforcent les discours natalistes appelant au « repeuplement » de la France. La crainte d’une « dépopulation française » atteint son sommet en 1920, lorsque le Parlement vote une loi interdisant la promotion et la vente de moyens contraceptifs, tentant de freiner cette baisse de la natalité.

#### L'utilisation de la pilule et du stérilet se répand après la légalisation
Après la loi Neuwirth de 1967, la pilule et le stérilet se sont répandus en France, médicalisant la contraception. Ce domaine, autrefois privé et traditionnel, est devenu majoritairement géré par les femmes. Des normes implicites se sont instaurées : préservatif pour les premiers rapports, pilule en relation stable, stérilet après le nombre d'enfants souhaité. Ces normes restreignent la liberté de choix des femmes en matière de contraception. Elles renforcent l'idée que la responsabilité contraceptive incombe principalement aux femmes.

### Pratiques

Variation du taux de recours à la contraception chez la femme dans le monde (hors méthodes naturelles).

Dans le monde, selon une estimation de l'ONU en 2012, la proportion de femmes en couple utilisant un moyen de contraception serait environ de 64 %, avec 71 % des femmes des pays développés, 62 % des femmes des pays en développement et 37 % des femmes des pays les moins avancés. Selon la même estimation, la proportion de femmes en couple n'utilisant pas de contraception alors qu'elles ne souhaitent pas de grossesse serait environ de 12 % dans le monde, avec une proportion respective de 9 % dans les pays développés, 13 % dans les pays en développement et 23 % dans les pays les moins avancés.
Selon une estimation de l'ONU de 2009, les femmes en couple seraient 63 % à utiliser une contraception, avec 21,3 % la stérilisation (18,9 % féminine), 14,3 % le dispositif intra-utérin, 12,6 un médicament (8,8 % la pilule, 3,5 % l'injection, 0,3 % l'implant), 7,8 % un dispositif barrière (7,6 % le préservatif masculin), 3,1 % le retrait, 2,9 % l'abstinence périodique et 0,6 % une autre méthode.
Selon la même estimation de l'ONU, l'utilisation varie grandement entre les pays ; la fréquence absolue d'utilisation la plus élevée parmi les femmes en couple seraient la République dominicaine pour la stérilisation féminine (47 % en 2007), le Canada pour la stérilisation masculine (22 % en 2002), le Portugal pour la pilule (59 % en 2006), l'Indonésie pour l'injection (32 % en 2007), l'Ouzbékistan pour le dispositif intra-utérin (50 % en 2006), le Japon pour le préservatif masculin (41 % en 2005), l'Albanie pour le retrait (58 % en 2009) et la Pologne pour l'abstinence périodique (28 % en 1991). Ces estimations sont évidemment indicatives, vu que le recueil de données est variable d'un pays à l'autre, et que certaines données peuvent être anciennes ou manquer.